# Eriogonum douglasii
Eriogonum douglasii är en slideväxtart som beskrevs av George Bentham. Eriogonum douglasii ingår i släktet Eriogonum och familjen slideväxter.

## Underarter
Arten delas in i följande underarter:
- E. d. elkoense
- E. d. meridionale